# Rusty nail
Rusty nail är en stark whiskydrink gjord på skotsk whisky och whiskylikören Drambuie. Drinkens smak går att justera genom att ha i olika delar whisky och Drambuie. Normalt serveras den med is. Det finns även en kanadensisk variant som ersätter den skotska whiskyn med rågwhiskey. Den går under namnet Donald Sutherland.